# Jari Litmanen
Jari Olavi Litmanen, ismertebb nevén Jari Litmanen (Lahti, 1971. február 20. –) finn labdarúgó, és a finn válogatott csapatkapitány-helyettese, illetve 1996-2008 között a csapatkapitánya volt. A válogatottban 1989 és 2010 között szerepelt, és ezzel ő az egyetlen olyan futballista, aki négy évtizedben is pályára lépett a válogatott színeiben.
Sokan őt tartják minden idők legjobb finn labdarúgójának. 2003 novemberében a Finn labdarúgó-szövetség őt jelölte az ország elmúlt 50 évének legjobb játékosának az UEFA 50. évfordulója alkalmából tartott ünnepségen. 2004-ben a "100 legnagyobb finn" szavazáson a 42. helyet szerezte meg. Az IFFHS a "Minden idők legnagyobb labdarúgói" versenyén az 53. helyre tette őt. Finnországban gyakran hívják Littinek (Pierre Littbarski után) és Kuningasnak ("Király"-nak)
Litmanen hosszú ideig a finn labdarúgó válogatott csapatkapitánya volt. A világ legjobb támadó középpályásai közé tartozott, az 1990-es évek közepén az Ajaxban lett az első számú finn futballsztár, oroszlánrészt vállalva az amszterdami csapat 1995-ös UEFA-bajnokok ligája győzelmében.

## Karrierje

### Kezdetek
Litmanen pályafutását az FC Lahti (akkori nevén Reipas Lahti) játékosaként kezdte. A bajnokságban 1987-ben, tehát mindössze 16 évesen mutatkozott be. 1991-ben a legsikeresebb finn csapathoz, a HJK Helsinkihez szerződött. Mindössze egy év után ismét váltott, a MyPa játékosa lett, ahol későbbi ügynöke, Harri Kampman edzősködött. Litmanen nem tudott bajnoki címet szerezni Finnországban, de országos kupagyőzelmet szerzett 1992-ben a MyPa-val. A kupadöntőn nyújtott játékával, és góljával győzte meg az Ajax megfigyelőjét. A szakember az egyik finn TV-ben később azt mondta: "Nekem ő volt A játékos". A klubcserére még abban az évben sor került

### Ajax

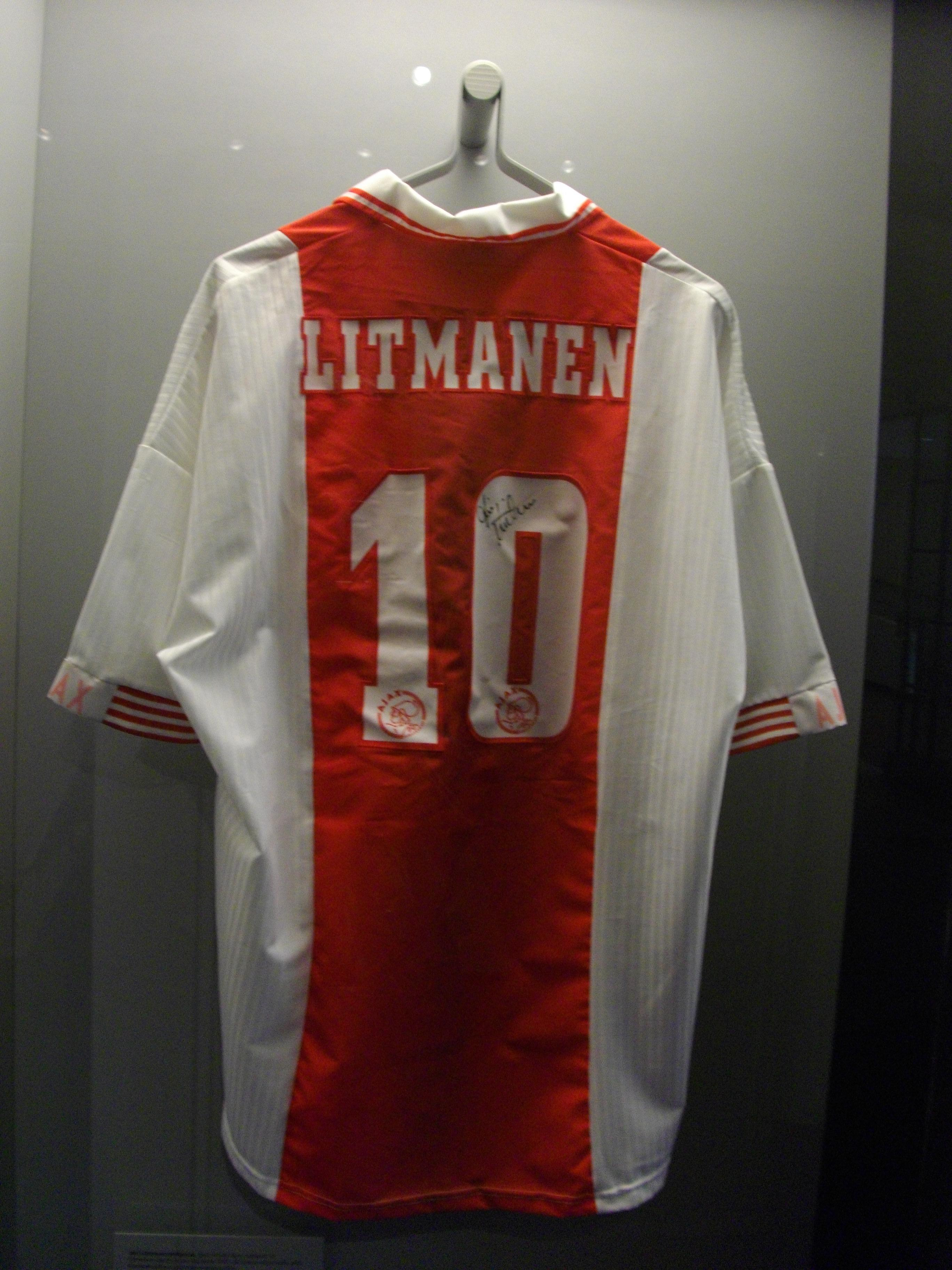
Litmanen Ajax-meze egy finn múzeumban

Litmanent több nagy európai klub is szerette volna megszerezni, ám végül az Ajax lett a befutó. Első szezonját még Dennis Bergkamp árnyékában töltötte el, azonban miután a holland az Internazionaléhoz igazolt, a következő szezonban 26 találattal rögtön gólkirály lett.
A következő két szezonban, amikor az Ajax egyaránt BL-döntőbe jutott, ő volt a Louis van Gaal edzette együttes egyik legnagyobb sztárja. 1995-ben ő lett az első BL/BEK-győztes finn labdarúgó. A következő BL-idényben a sorozat gólkirálya lett kilenc góllal. Ő szerezte a döntőben is az egyenlítő gólt a Juventus ellen, bár a csapat végül tizenegyesekkel kikapott. Az év végi Aranylabda-szavazáson harmadik helyen végzett.
Végül összesen hét évet töltött el Amszterdamban, ezalatt összesen 4 bajnoki címet és 3 kupagyőzelmet szerzett a csapattal. Azon három játékos egyike (Marco van Basten és Johan Cruyff mellett) akinek pályafutásáról az Ajax-múzeumban videón emlékezik meg a csapat.

### Barcelona
1999-ben az FC Barcelona játékosa lett, így tovább dolgozhatott korábbi Ajaxos edzőjével, van Gaallal. Itteni évei alatt sok sérülés hátráltatta, és mikor van Gaal helyett Llorenç Serra Ferrer érkezett a klubhoz, fokozatosan egyre kevesebb játéklehetőséget kapott.

### Liverpool
2001 telén igazolt gyerekkori kedvenc együttesébe, a Liverpoolba. Első idényében még mindig keveset játszott, ismét kisebb-nagyobb sérülések miatt. A 'Pool ebben az évben a kupákat illetően triplázott, a kupát, a ligakupát és az UEFA-kupát is megnyerte. Az akkori második számú európai kupasorozat az évi döntőjét sérülés miatt ki kellett hagynia.

### Ismét Amszterdamban
2002-ben visszatért korábbi sikerei helyszínére, az Ajaxhoz. Első évében a csapat egyik legjobbja volt, ám a következő szezonban ismét többször harcképtelenné vált a kisebb-nagyobb sérülések miatt.

### Lahti, Rostock
2004-ben nevelőegyesületéhez, a Lahtihoz igazolt. Ekkor azonban nem töltött itt sok időt, ugyanis a kiesési gondokkal küzdő német Rostock benne látta gondjainak megoldását. Mivel a Hansa kiesett, így Litmanen is távozott.

### Malmö
2005 nyarán a svéd Malmö a BL-szereplés kivívásáért igazolta le őt. Ez végül nem sikerült, ő maga pedig az egész ősz folyamán sérült volt, és mindössze három meccsen játszott. A következő szezonban ismét kevés lehetősége volt, azokon azonban rendkívül jól játszott.
A felek 2007-ben is a szerződéshosszabbítás mellett döntöttek, ám egy térdsérülés végül ennek felbontására kényszerítette Litmanent.

### Fulham
2008 telén, egy tíznapos próbajáték után a Fulham, a korábbi finn szövetségi kapitánnyal, Roy Hodgsonnal az élen, leigazolta őt és honfitársát, Toni Kalliót.
Március 31-én mutatkozott be, egy tartalékmeccsen, a Tottenham Reserve ellen. 5 perccel pályára lépése után megszerezte első gólját, tizenegyesből. A 63. percben le lett cserélve, és a Fulham végül 3–1-re kikapott. Litmanen már az év májusában felbontotta szerződését, miután az első csapatban egyetlen mérkőzésen sem kapott játéklehetőséget.

### Ismét Lahti
Bár sokáig úgy nézett ki, hogy a görög PAOK játékosa lesz, mégis nevelőegyesületénél, a Lahtinál edzett hetekig. Augusztus 28-án dőlt el hivatalosan is, hogy ide igazol.
Első meccsén mindössze 34 percet játszott, ám ez is elég volt ahhoz, hogy kétszer is betaláljon, valamint további két gólpasszt is kiosszon. Nagy szerepe volt abban, hogy a Lahti története során először dobogós lett, így pedig – szintén először – kiléphetett a nemzetközi porondra is. 2009 áprilisában Litmanen egy évvel meghosszabbította lejáró szerződését.
Első nemzetközi gólját a klub színeiben az ND Gorica elleni Európa-liga-selejtezőn szerezte.

### Válogatott
Litmanen jelenleg a finn válogatott legtöbbszörös válogatott játékosa, valamint legeredményesebb gólszerzője is egyben.
A válogatottban 1989-ben, Trinidad és Tobago ellen mutatkozott be. Első gólját mintegy másfél évvel később, Málta ellen szerezte.
A százszoros válogatottságot 2006. január 25-én, Dél-Korea ellen érte el. Rajta kívül csak három finn, Ari Hjelm, Sami Hyypiä és Jonatan Johansson játszottak legalább százszor a válogatottban.
Azzal, hogy 2010. január 28-án is pályára lépett a nemzeti csapatban, négy különböző évtizedben tette meg ezt.

## Magánélet
Litmanen édesanyja és édesapja egyaránt labdarúgó volt, apja, Olavi szintén volt válogatott. Anyja a Reipas női csapatában játszott, a finn első osztályban.
Észt feleségével 2005-ben született meg első gyermekük, akinek a Caro nevet adták. 2007-ben második gyermekük is megszületett.

## Karrierje statisztikái
| Teljesítmény klubjában | Teljesítmény klubjában | Teljesítmény klubjában | Bajnokság | Bajnokság | Kupa  | Kupa | Ligakupa | Ligakupa | Nemzetközi | Nemzetközi | Összesen | Összesen |
| Szezon                 | Klub                   | Bajnokság              | Mérk.     | Gól       | Mérk. | Gól  | Mérk.    | Gól      | Mérk.      | Gól        | Mérk.    | Gól      |
| Finnország             | Finnország             | Finnország             | Bajnokság | Bajnokság | Kupa  | Kupa | Ligakupa | Ligakupa | Nemzetközi | Nemzetközi | Összesen | Összesen |
| ---------------------- | ---------------------- | ---------------------- | --------- | --------- | ----- | ---- | -------- | -------- | ---------- | ---------- | -------- | -------- |
| 1987                   | Reipas Lahti           | Veikkausliiga          | 9         | 0         |       |      |          |          |            |            |          |          |
| 1988                   | Reipas Lahti           | Veikkausliiga          | 26        | 8         |       |      |          |          |            |            |          |          |
| 1989                   | Reipas Lahti           | Veikkausliiga          | 25        | 6         |       |      |          |          |            |            |          |          |
| 1990                   | Reipas Lahti           | Veikkausliiga          | 26        | 14        |       |      |          |          |            |            |          |          |
| 1991                   | HJK Helsinki           | Veikkausliiga          | 27        | 16        |       |      |          |          |            |            |          |          |
| 1992                   | MyPa                   | Veikkausliiga          | 18        | 7         |       |      |          |          |            |            |          |          |
| Hollandia              | Hollandia              | Hollandia              | Bajnokság | Bajnokság | Kupa  | Kupa | Ligakupa | Ligakupa | Nemzetközi | Nemzetközi | Összesen | Összesen |
| 1992-93                | Ajax                   | Eredivisie             | 12        | 1         | 1     | 0    | 0        | 0        | 1          | 0          | 14       | 1        |
| 1993-94                | Ajax                   | Eredivisie             | 30        | 26        | 2     | 2    | 0        | 0        | 5          | 4          | 37       | 32       |
| 1994-95                | Ajax                   | Eredivisie             | 27        | 17        | 3     | 3    | 1        | 1        | 11         | 6          | 42       | 27       |
| 1995-96                | Ajax                   | Eredivisie             | 26        | 14        | 2     | 0    | 0        | 0        | 4          | 9          | 32       | 23       |
| 1996-97                | Ajax                   | Eredivisie             | 16        | 6         | 0     | 0    | 1        | 0        | 6          | 2          | 23       | 8        |
| 1997-98                | Ajax                   | Eredivisie             | 25        | 16        | 3     | 4    | 0        | 0        | 6          | 2          | 34       | 22       |
| 1998-99                | Ajax                   | Eredivisie             | 23        | 11        | 4     | 1    | 1        | 0        | 4          | 1          | 32       | 13       |
| Spanyolország          | Spanyolország          | Spanyolország          | Bajnokság | Bajnokság | Kupa  | Kupa | Ligakupa | Ligakupa | Nemzetközi | Nemzetközi | Összesen | Összesen |
| 1999-00                | Barcelona              | La Liga                | 21        | 3         |       |      |          |          |            |            |          |          |
| 2000-01                | Barcelona              | La Liga                | 0         | 0         |       |      |          |          |            |            |          |          |
| Anglia                 | Anglia                 | Anglia                 | Bajnokság | Bajnokság | Kupa  | Kupa | Ligakupa | Ligakupa | Nemzetközi | Nemzetközi | Összesen | Összesen |
| 2000-01                | Liverpool              | Premier League         | 5         | 1         |       |      |          |          |            |            |          |          |
| 2001-02                | Liverpool              | Premier League         | 21        | 4         |       |      |          |          |            |            |          |          |
| Hollandia              | Hollandia              | Hollandia              | Bajnokság | Bajnokság | Kupa  | Kupa | Ligakupa | Ligakupa | Nemzetközi | Nemzetközi | Összesen | Összesen |
| 2002-03                | Ajax                   | Eredivisie             | 14        | 5         |       |      | 0        | 0        | 7          | 2          |          |          |
| 2003-04                | Ajax                   | Eredivisie             | 6         | 0         |       |      | 0        | 0        | 3          | 0          |          |          |
| Finnország             | Finnország             | Finnország             | Bajnokság | Bajnokság | Kupa  | Kupa | Ligakupa | Ligakupa | Nemzetközi | Nemzetközi | Összesen | Összesen |
| 2004                   | Lahti                  | Veikkausliiga          | 11        | 3         |       |      |          |          |            |            |          |          |
| Németország            | Németország            | Németország            | Bajnokság | Bajnokság | Kupa  | Kupa | Ligakupa | Ligakupa | Nemzetközi | Nemzetközi | Összesen | Összesen |
| 2004-05                | Rostock                | Bundesliga             | 13        | 1         |       |      |          |          |            |            |          |          |
| Svédország             | Svédország             | Svédország             | Bajnokság | Bajnokság | Kupa  | Kupa | Ligakupa | Ligakupa | Nemzetközi | Nemzetközi | Összesen | Összesen |
| 2005                   | Malmö                  | Allsvenskan            | 2         | 1         |       |      |          |          |            |            |          |          |
| 2006                   | Malmö                  | Allsvenskan            | 8         | 2         |       |      |          |          |            |            |          |          |
| 2007                   | Malmö                  | Allsvenskan            | 0         | 0         |       |      |          |          |            |            |          |          |
| Anglia                 | Anglia                 | Anglia                 | Bajnokság | Bajnokság | Kupa  | Kupa | Ligakupa | Ligakupa | Nemzetközi | Nemzetközi | Összesen | Összesen |
| 2007-08                | Fulham                 | Premier League         | 0         | 0         | 0     | 0    | 0        | 0        | 0          | 0          | 0        | 0        |
| Finnország             | Finnország             | Finnország             | Bajnokság | Bajnokság | Kupa  | Kupa | Ligakupa | Ligakupa | Nemzetközi | Nemzetközi | Összesen | Összesen |
| 2008                   | Lahti                  | Veikkausliiga          | 6         | 3         |       |      |          |          |            |            |          |          |
| 2009                   | Lahti                  | Veikkausliiga          | 13        | 2         |       |      |          |          | 6          | 1          |          |          |
| 2010                   | Lahti                  | Veikkausliiga          | 2         | 1         |       |      |          |          |            |            |          |          |
| Összesen               | Finnország             | Finnország             | 163       | 60        |       |      |          |          |            |            |          |          |
| Összesen               | Hollandia              | Hollandia              | 179       | 96        |       |      |          |          |            |            |          |          |
| Összesen               | Spanyolország          | Spanyolország          | 21        | 3         |       |      |          |          |            |            |          |          |
| Összesen               | Anglia                 | Anglia                 | 26        | 5         |       |      |          |          |            |            |          |          |
| Összesen               | Németország            | Németország            | 13        | 1         |       |      |          |          |            |            |          |          |
| Összesen               | Svédország             | Svédország             | 10        | 3         |       |      |          |          |            |            |          |          |
| Karrierje összesen     | Karrierje összesen     | Karrierje összesen     | 412       | 168       |       |      |          |          |            |            |          |          |

## Sikerei, díjai

### Klub
- Finn kupagyőztes: 1992
- Holland bajnok: 1993-94, 1994-95, 1995-96, 1997-98, 2003-04
- Holland kupagyőztes: 1992-93, 1997-98, 1998-99
- Holland szuperkupa-győztes: 1993, 1994, 1995
- Angol szuperkupa-győztes: 2001
- Angol kupagyőztes: 2001
- BL-győztes: 1994-95
- UEFA-szuperkupa győztes: 1995
- Interkontinentális kupa győztes: 1995
- UEFA-kupa győztes: 2000-01

### Egyéni
- Az év finn labdarúgója: 1990, 1992, 1993, 1994, 1995, 1996, 1997, 1998, 2000
- Az év finn sportolója: 1995
- Az év hollandiai labdarúgója: 1993
- Holland gólkirály: 1993-94
- BL-gólkirály: 1995-96
- Legtöbbszörös válogatott finn labdarúgó
- A finn válogatott legeredményesebb gólszerzője
- Az Ajax legeredményesebb gólszerzője Európában (26 gól)

## Külső hivatkozások
- (finnül) Profilja a finn szövetség honlapján
- FootballDatabase – profil, statisztika
- Nem hivatalos rajongói oldal